# Shoal Bay (vik i Australien, Northern Territory, lat -12,29, long 130,94)
Shoal Bay är en vik i Australien. Den ligger i territoriet Northern Territory, omkring 22 kilometer nordost om territoriets huvudstad Darwin.
Runt Shoal Bay är det ganska glesbefolkat, med 21 invånare per kvadratkilometer. Savannklimat råder i trakten. Genomsnittlig årsnederbörd är 1 801 millimeter. Den regnigaste månaden är januari, med i genomsnitt 507 mm nederbörd, och den torraste är augusti, med 1 mm nederbörd.